# شهوت (فیلم ۱۹۷۶)
شهوت (فرانسوی: Luxure‎) یک فیلم اروتیک درام به کارگردانی مکس پیکا است که در سال ۱۹۷۶ منتشر شد و یک نسخهٔ سافت‌کور و یک نسخهٔ هاردکور (تحتِ عنوانِ طعمِ شیرینِ عسل) دارد. از بازیگران فیلم می‌توان به کارین گامبیه و ریشار داربوا اشاره کرد.